# Oriana Skylar Mastro
Oriana Skylar Mastro es una politóloga y escritora estadounidense. Es miembro del Instituto Freeman Spogli de Estudios Internacionales y profesora asistente de ciencias políticas en Universidad Stanford. También es miembro sénior no residente del American Enterprise Institute y planificadora estratégica del Comando del Indo-Pacífico de Estados Unidos. Su investigación se centra en la seguridad de Asia-Pacífico.

## Carrera
Mastro tiene una licenciatura (2006) en estudios de Asia Oriental de la Universidad Stanford (donde estudió mandarín) y una maestría (2009) y undoctorado (2013) en política de Universidad de Princeton. De 2006 a 2007, Mastro fue miembro júnior del programa de China del Fondo Carnegie para la Paz Internacional. En 2008, mientras era estudiante de doctorado en Princeton, Mastro se reunió con el entonces subcomandante del Comando del Indo-Pacífico de Estados Unidos (USINDOPACOM), el teniente general Dan P. Leaf, en una conferencia. Leaf sugirió que se alistara en el ejército estadounidense después de enterarse de su plan de realizar una pasantía de verano en USINDOPACOM para investigar mejor cómo el ejército abordaba los problemas en la región de Asia-Pacífico. A pesar de que inicialmente decidió continuar con una pasantía, Mastro se alistó en la Fuerza Aérea de los Estados Unidos a finales de 2008 y luego comenzó a entrenar como oficial para convertirse en teniente segunda.
En 2009, Mastro se incorporó al Departamento de Defensa como analista de USINDOPACOM. Posteriormente, en 2010, trabajó para el Instituto Proyecto 2049 como asociada de verano. De 2012 a 2013 fue becaria del Centro para una Nueva Seguridad Estadounidense. En 2013, Mastro fue nombrada profesora asistente de estudios de seguridad en la Edmund A. Walsh School of Foreign Service de Georgetown, y en 2020, fue nombrada miembro central del Instituto Freeman Spogli de Estudios Internacionales de Stanford.
Mientras tanto, Mastro también continuó su servicio militar en la Reserva de la Fuerza Aérea de los Estados Unidos. Fue nombrada Oficial de Grado de Compañía de Reservistas Individuales del Año de la Fuerza Aérea tanto en 2016 como en 2022.

## Publicaciones
- Upstart: How China Became A Great Power, Oxford University Press, 23 de mayo de 2024 [10][11]
- The Military Challenge of the People's Republic of China, en Defense Budgeting for a Safer World: The Experts Speak, Hoover Institution, 1 de noviembre de 2023 [12][13]
- Project Atom 2023: A Competitive Strategies Approach for U.S. Nuclear Posture through 2035, Center for Strategic and International Studies, 30 de septiembre de 2023 (en coautoría con Heather Williams, Kelsey Hartigan, Lachlan MacKenzie, Robert Soofer, Tom Karako, Franklin Miller, Leonor Tomero y Jon Wolfsthal) [14]
- Deepening US-Taiwan Cooperation Through Semiconductors, en Silicon Triangle: The United States, Taiwan, China, and Global Semiconductor Security, Hoover Institution, 18 de julio de 2023 (en coautoría con Kharis Templeman) [15] [16]
- The Costs of Conversation: Obstacles to Peace Talks in Wartime, Cornell University Press, Security Affairs Series, 2019 [17]

## Vida personal
Mastro está casada con Arzan Tarapore, un investigador del Instituto Freeman Spogli de Estudios Internacionales de Stanford.